# Haga Nova

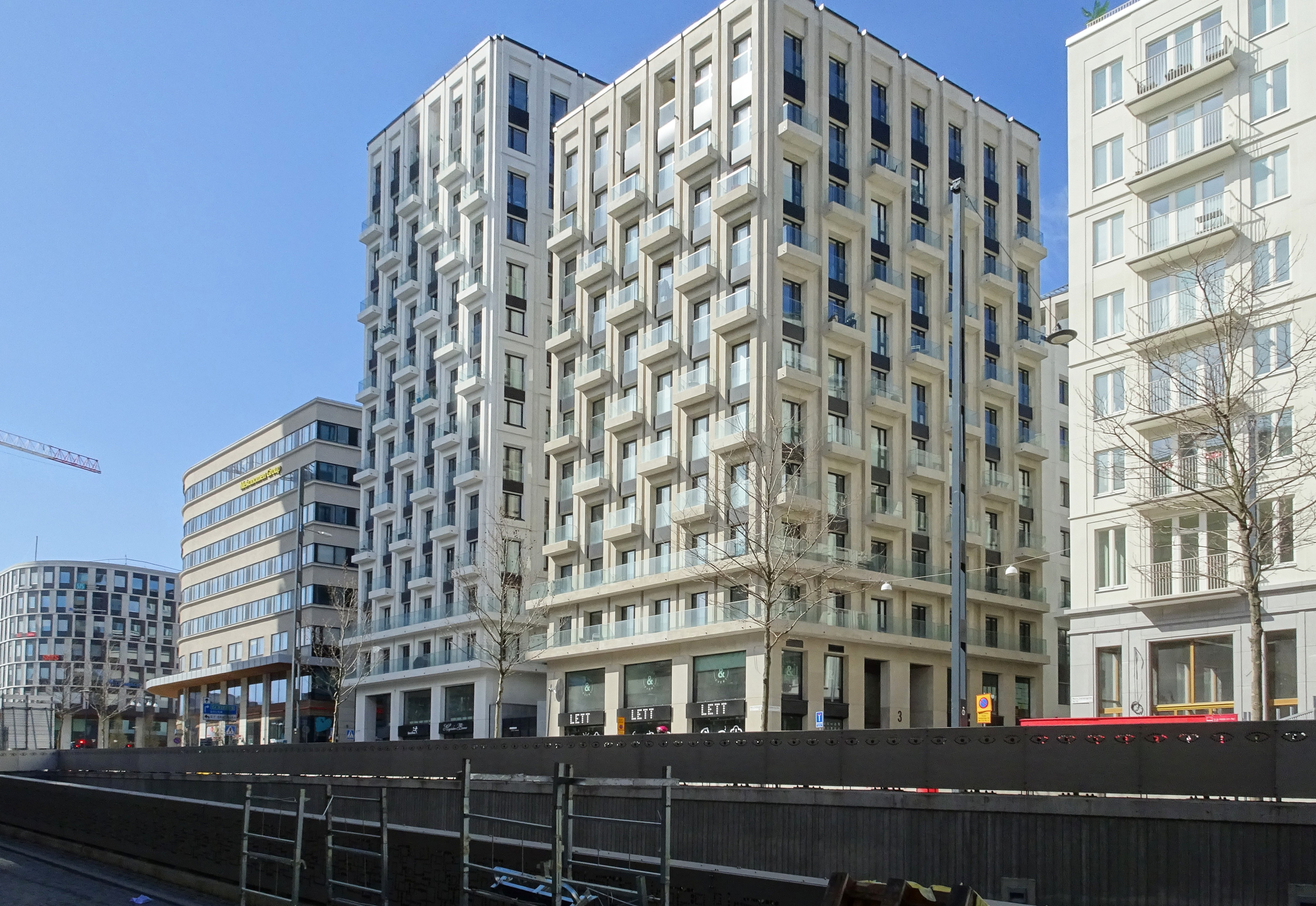
Haga Nova, vy från Norra Stationsgatan, till höger skymtar kvarteret Enzymet och till vänster Fraktalen, april 2019.

Haga Nova kallas ett flerbostadshus i kvarteret Cellen vid Norra Stationsgatan 76 i Hagastaden, Stockholm. Byggnaden färdigställdes 2018 och nominerades till Årets Stockholmsbyggnad 2019.

## Kvarteret

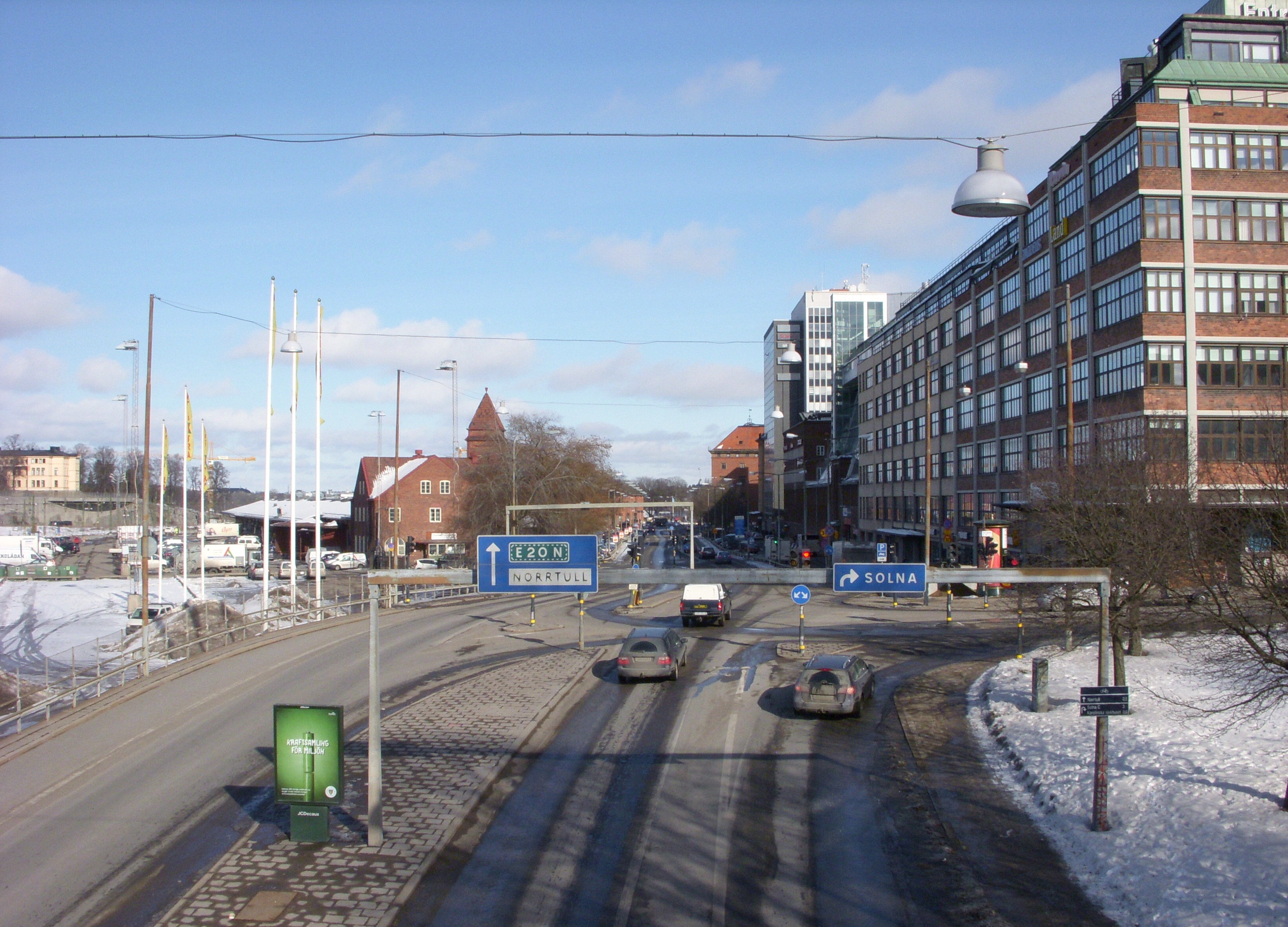
Kvarteret Cellen ligger till vänster i bild. Området som det såg ut i mars 2010.

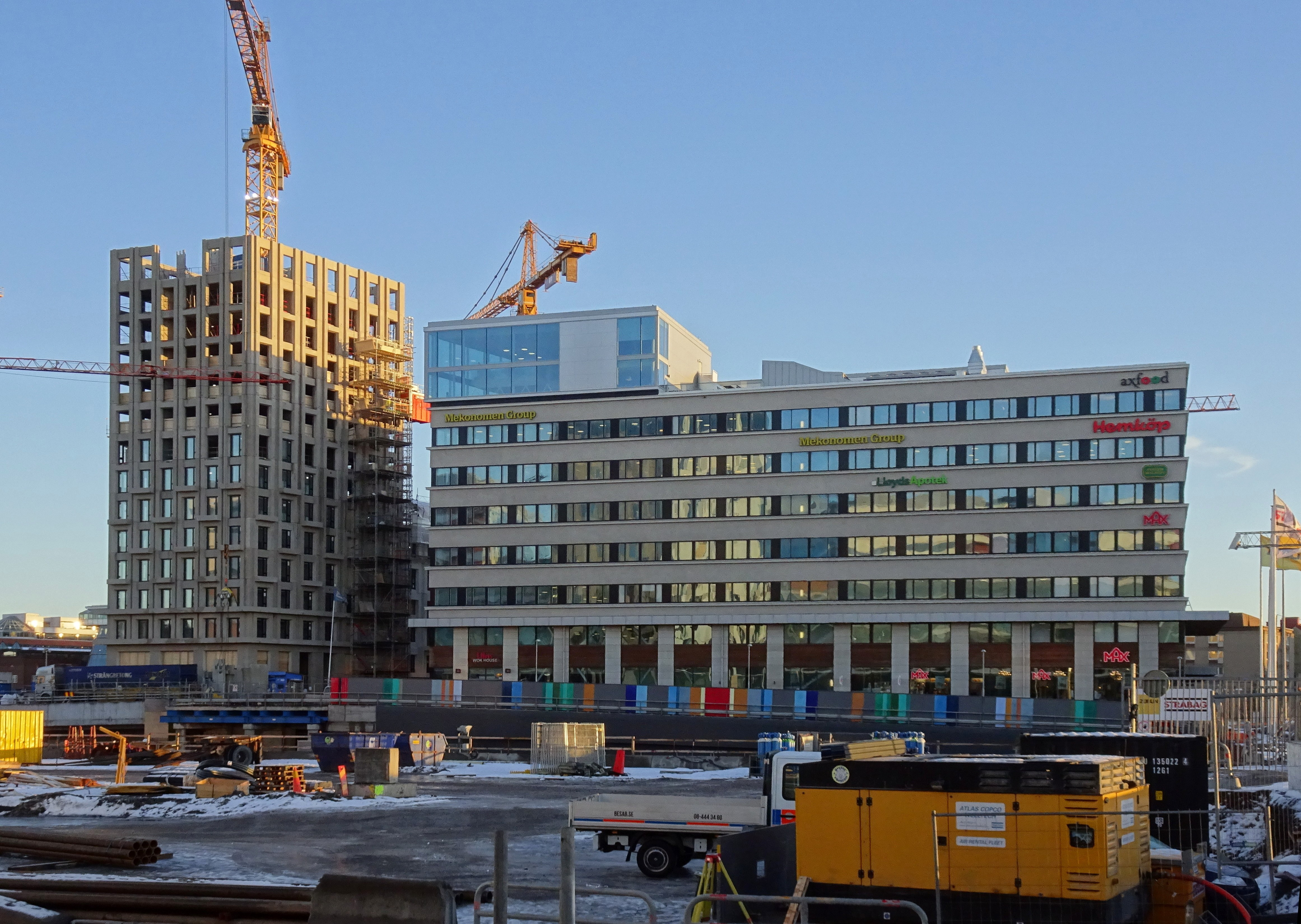
Till vänster nybygget för Haga Nova i kvarteret "Cellen", till höger kontorshuset i kvarteret "Fraktalen", december 2016.

"Cellen" är ett nybildat kvarter som skapades på före detta Norra stations spårområde belägen mellan Norra Stationsgatan och Värtabanan. Här ligger flera liknande kvarter med namn som är inspirerade av vetenskap och forskning, bland dem (från söder till norr) Fraktalen, Enzymet, Kromosomen, Analysen, Proteinet, Algoritmen, Organellen, Lysosomen och Ribosomen. De ligger i en svag böj mellan Torsplan i söder och Norrtull i norr. Kvarteret Cellen är det andra kvarteret söderifrån (efter Fraktalen) och begränsas av Hagaesplanaden i norr, Sonja Kovalevskys gata i öster, Norra Stationsgatan i söder och Gävlegatan i väster.
Haga Nova blev den nya stadsdelens första färdiga bostadskvarter, inflyttningsklart 2018 medan huset i kvarteret Fraktalen vid Torsplan var den första färdiga byggnaden på Hagastadens Stockholmssida. Det är ett rent kontorshus som invigdes 2014 och ritades av BAU Arkitekter.

## Byggnadsbeskrivning
Detaljplanen, signerad stadsplanearkitekten Aleksander Wolodarski, vann laga kraft i april 2011. För kvarteret Cellen föreskriver den bland annat: "B1 - Bostäder. Butiker och/eller publika lokaler ska finnas i bottenvåning. Bostäder får inte inrymmas i bottenvåning mot gata. Erforderlig utrymning samt ventilation från garage ska inrymmas i kvarter". För hörntornen anges den högsta tillåtna höjden över Stockholms noll-plan (RH 2000) med mellan 56,6 meter och 73,7 meter. Det högsta av dem har 14 våningar och står i kvarterets nordvästra hörn.
Byggherre och byggentreprenör var Einar Mattsson Byggnads AB som anlitade VERA arkitekter att formge den nya bebyggelsen. Kvarteret domineras av fyra tornhus placerade i kvarterets hörn med mellanliggande lägre husdelar som grupperar sig kring en innergård. Samtliga trapphus och entréer förlades till tornhusen, vilket gav möjlighet att skapa plats i de lägre husens bottenvåningar för förskolor. 
Fasaderna består av betongelement tillverkade av Strängbetong. Elementen fick ljus, nästan vit pigment i två nyanser och sandblästrades för att ge dem en stenlik karaktär. De djupt indragna fönsterpartierna, de kraftfulla betongplattorna och pilastrarna ger fasaden en intressant reliefverkan med klassicistiska drag. Anläggningen rymmer 276 lägenheter och några radhus med egna takterrasser på de lägre husdelarna, dessutom två förskolor, lokaler och garage.

## Nominering till Årets Stockholmsbyggnad 2019
Flerbostadshuset Haga Nova nominerades tillsammans med nio ytterligare finalister till Årets Stockholmsbyggnad 2019. Juryns kommentar lyder:
| ” | Ambitiös bostadsarkitektur med kvalitet. Ett rationellt hus med egen form. Byggnaden är lockande och ger ett tydligt exklusivt intryck utan att för den skull sticka ut för mycket. | „ |

Flerbostadshuset Haga Nova
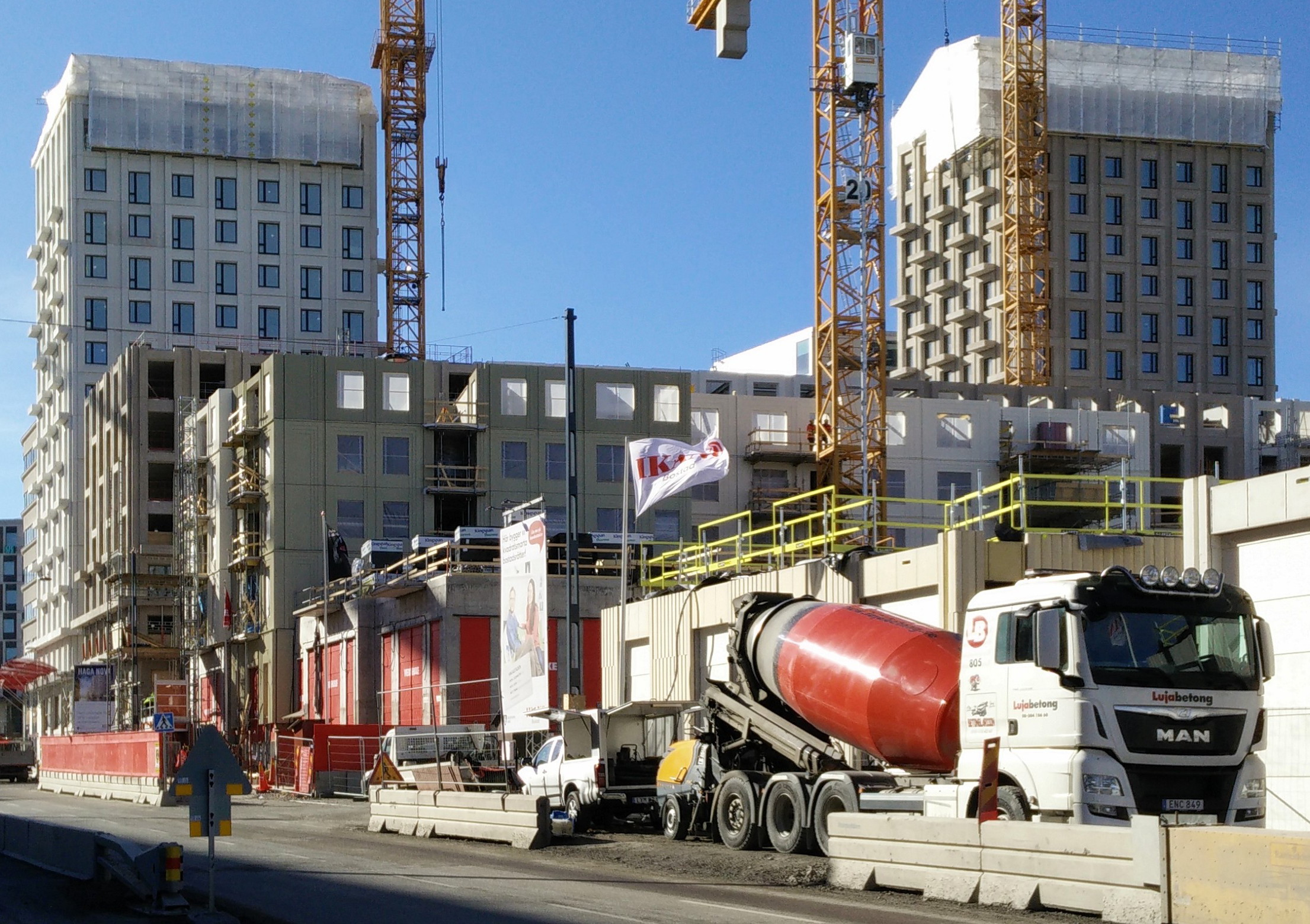
Bygget i mars 2017, fasaderna mot Norra Stationsgatan.
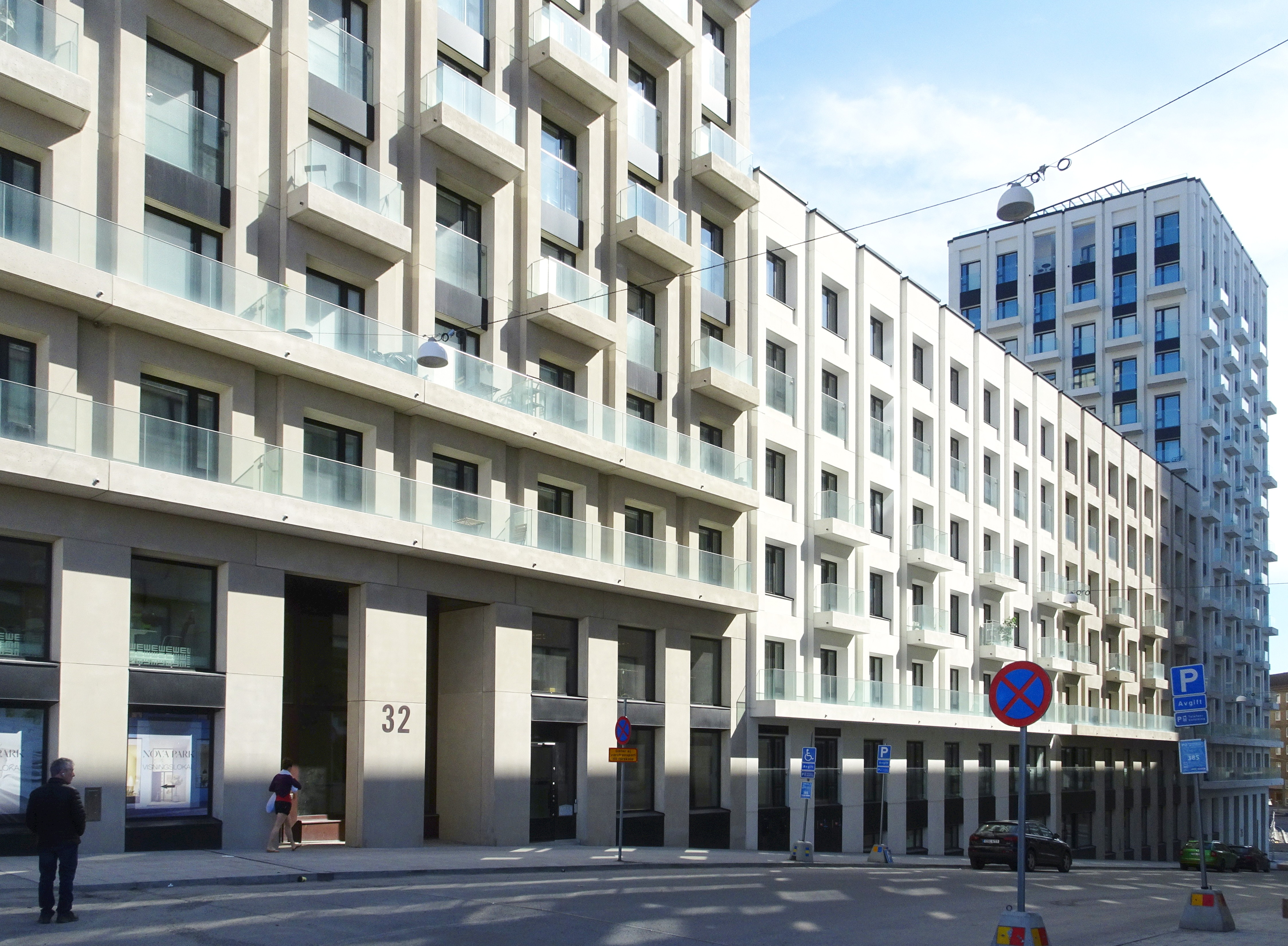
Fasaderna mot Gävlegatan i april 2019.
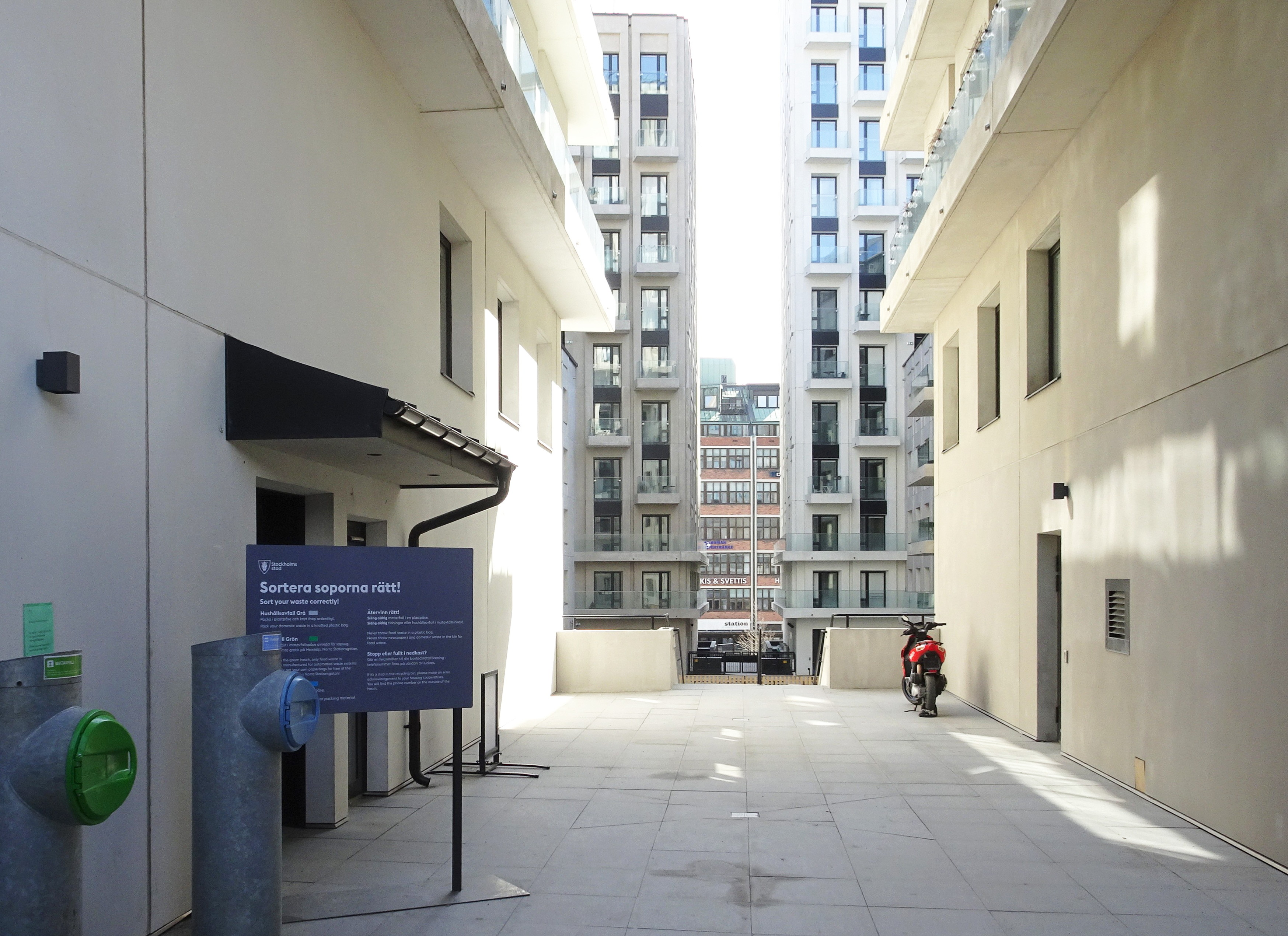
Innergården, vy mot Norra Stationsgatan i april 2019.
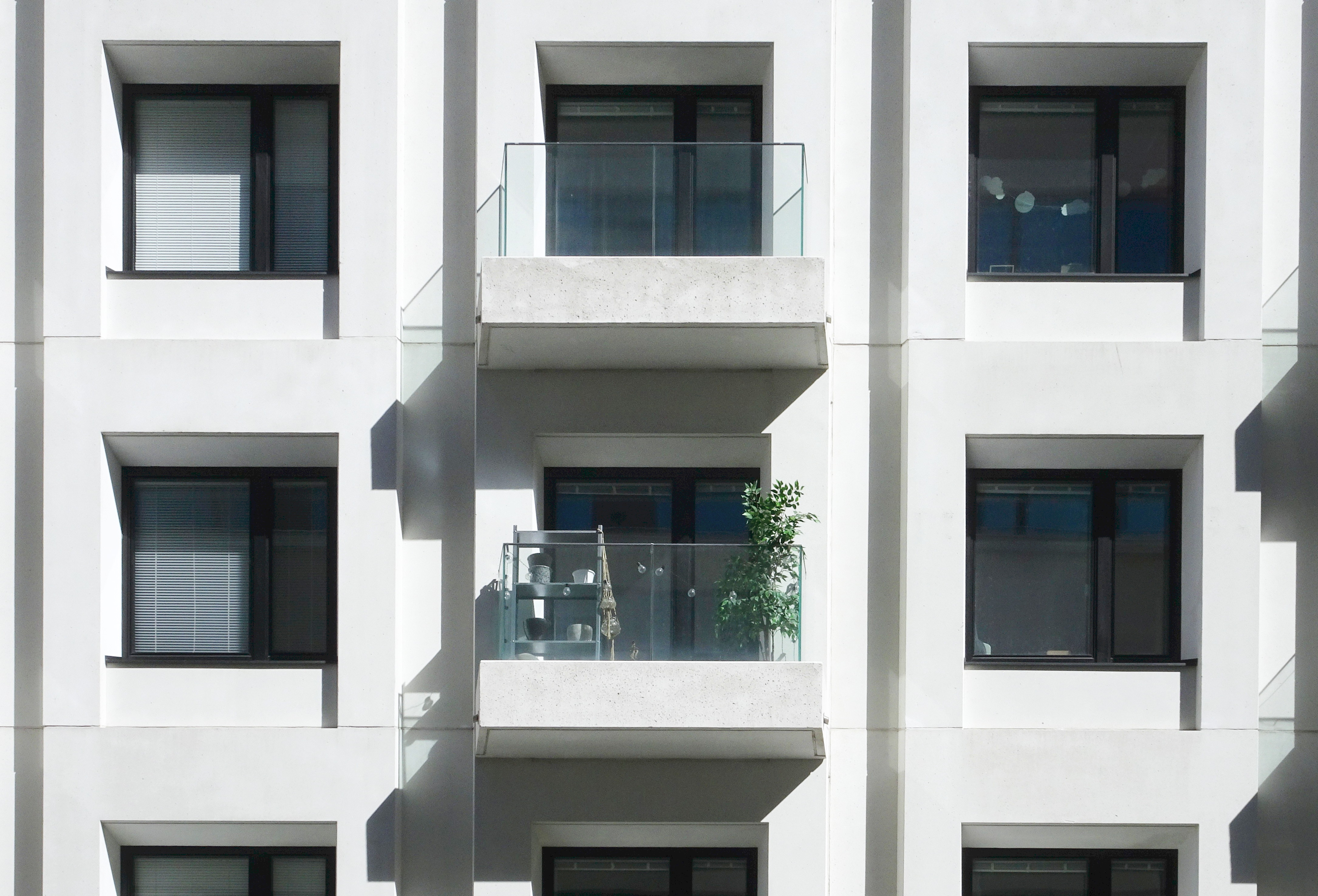
Fasaddetalj mot Gävlegatan i april 2019.
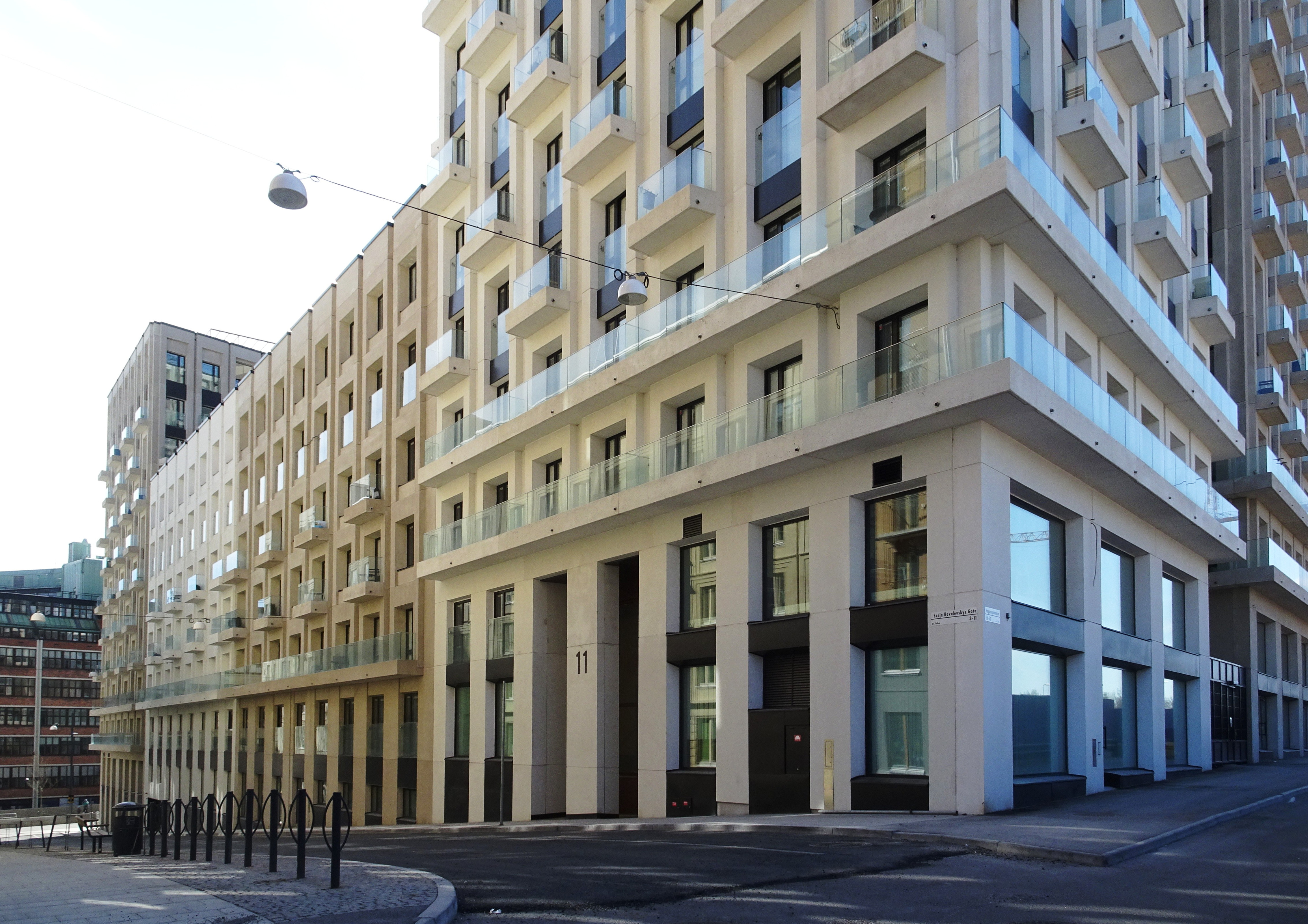
Fasaderna mot Sonja Kovalevskys gata / Hagaesplanaden.